# Bing Maps for Enterprise
Bing Maps for Enterprise (anciennement Microsoft Virtual Earth) est une plateforme de cartographie géospatiale qui permet aux développeurs de créer des applications qui superposent des données de géolocalisation au-dessus de la carte de Bing Maps for Enterprise. Cela inclut les images prises par les satellites d'observation, les caméras aériennes (y compris les images aériennes du type « bird's eye » prises avec un angle de vue de 45°, dans le but de montrer les façades de bâtiments ainsi que les entrées), mais également des modélisations 3D de villes ou de terrains. La plateforme Bing Maps for Enterprise fournit également une base de données complète de points d'intérêts et la capacité de rechercher des personnes, bâtiments ou adresses. Microsoft utilise Bing Maps for Enterprise pour propulser sa plateforme Bing Maps comme on peut le voir sur le site officiel.